# 예브게니 시모노프
예브게니 루베노비치 시모노프(러시아어: Евгений Рубенович Симонов, 1925년 ~ 1994년)는 러시아의 연출가이다. 바흐탄고프 극장 출신으로 1962년부터 말리 극장의 수석 연출가로 있었다.